# Phauda arikana
Phauda arikana är en fjärilsart som beskrevs av Matsumura 1911. Phauda arikana ingår i släktet Phauda och familjen bastardsvärmare. Inga underarter finns listade i Catalogue of Life.